# Сент-Винсент и Гренадины на летних Олимпийских играх 2020
Сент-Винсент и Гренадины на летних Олимпийских играх 2020 года были представлены 3 спортсменами в 2 видах спорта. В связи с пандемией COVID-19 Международный олимпийский комитет принял решение перенести Игры на 2021 год.
Токийская Олимпиада стала девятой в истории Сент-Винсент и Гренадин.

## Состав сборной
Лёгкая атлетика
1. Шафика Малоуни

 Плавание
1. Шэйн Кэдоган
2. Мия де Фрейтас

## Результаты соревнований

### Лёгкая атлетика
Женщины
| Спортсменка    | Дистанция | Первый раунд | Первый раунд | Полуфинал             | Полуфинал             | Финал                 | Финал                 |
| Спортсменка    | Дистанция | Время        | Место        | Время                 | Место                 | Время                 | Место                 |
| -------------- | --------- | ------------ | ------------ | --------------------- | --------------------- | --------------------- | --------------------- |
| Шафика Малоуни | 800 м     | 2:07.89      | 7            | Завершила выступления | Завершила выступления | Завершила выступления | Завершила выступления |

### Плавание
В следующий раунд на каждой дистанции проходят спортсмены, показавшие лучший результат по времени, независимо от места, занятого в своём заплыве. 
Мужчины
| Спортсмен    | Дистанция                | Предварительный раунд | Предварительный раунд | Полуфинал            | Полуфинал            | Финал                | Финал                |
| Спортсмен    | Дистанция                | Время                 | Место                 | Время                | Место                | Время                | Место                |
| ------------ | ------------------------ | --------------------- | --------------------- | -------------------- | -------------------- | -------------------- | -------------------- |
| Шэйн Кэдоган | 50 метров вольным стилем | 24.71                 | 49                    | Завершил выступления | Завершил выступления | Завершил выступления | Завершил выступления |

Женщины
| Спортсменка    | Дистанция                | Предварительный раунд | Предварительный раунд | Полуфинал             | Полуфинал             | Финал                 | Финал                 |
| Спортсменка    | Дистанция                | Время                 | Место                 | Время                 | Место                 | Время                 | Место                 |
| -------------- | ------------------------ | --------------------- | --------------------- | --------------------- | --------------------- | --------------------- | --------------------- |
| Мия де Фрейтас | 50 метров вольным стилем | 28.57                 | 59                    | Завершила выступления | Завершила выступления | Завершила выступления | Завершила выступления |